# Aunou-le-Faucon
Aunou-le-Faucon é uma comuna francesa na região administrativa da Normandia, no departamento Orne. Estende-se por uma área de 6,67 km². Em 2010 a comuna tinha 254 habitantes (densidade: 38,1 hab./km²).